# Liste von Reformatoren
In dieser Liste sind Reformatoren der Reformationszeit im engeren Sinne erfasst.

## A
- Georg Aemilius
- Johannes Aepinus
- Johannes Agricola
- Ludwig Agricola
- Mikael Agricola
- Stephan Agricola
- Erasmus Alber
- Matthäus Alber
- Alexander Alesius
- Symphorian Altbießer
- Andreas Althamer
- Johannes Amandi
- Nikolaus von Amsdorf
- Jakob Andreae
- Laurentius Andreae
- Georg von Anhalt
- Georg Aportanus
- Caspar Aquila
- Benedictus Aretius
- Jacobus Arminius
- Jan Augusta
- Johannes Aurifaber (Vimariensis)
- Johannes Aurifaber (Vratislaviensis)

## B
- Johannes Bader
- Giovanni Beccaria
- Bartholomäus Bernhardi
- Louis de Berquin
- Jacob Beurlin
- Christian Beyer
- Hartmann Beyer
- Johann Bernhard
- Théodore de Bèze
- Theodor Bibliander
- Theobald Billicanus
- Ambrosius Blarer
- Jörg Blaurock
- Andreas Bodenstein
- Hermann Bonnus
- Caspar Borner
- Martin Borrhaus
- Guy de Bray
- Johannes Brenz
- Johann Briesmann
- Eberhard Brisger
- Gregor Brück
- Fridolin Brunner
- Leonhard Brunner
- Simon Bruns
- Martin Bucer
- Georg Buchholzer
- Szymon Budny
- Johannes Bugenhagen
- Heinrich Bullinger
- Benedikt Burgauer
- Adrian Buxschott

## C
- Michael Caelius
- Johannes Calvin
- Wolfgang Capito
- Andreas Cellarius
- Michael Cellarius
- Martin Chemnitz
- David Chyträus
- Adolf Clarenbach
- John Colet
- Johannes Comander
- Konrad Cordatus
- Anton Corvinus
- Thomas Cranmer
- Caspar Cruciger der Jüngere
- Caspar Cruciger der Ältere
- Abraham Culvensis
- Valentin Curtius
- Marcin Czechowic

## D
- Jurij Dalmatin
- Jakob Dammann
- Petrus Dathenus
- Franz Davidis
- Nikolaus Decius
- Hans Denck
- Matthias Devai
- Veit Dietrich
- Johann Draconites
- Johannes Dreyer
- Johann Dölsch
- Balthasar Düring

## E
- Paul Eber
- Johann Eberlin von Günzburg
- Johann Eck
- Johannes Sylvius Egranus
- Paul von Eitzen
- Francisco de Enzinas
- Matthias Erb
- Christoph Ering

## F
- Theodor Fabricius
- Paul Fagius
- Guillaume Farel
- Matthias Flacius
- Johann Forster
- Martin Frecht
- Sebastian Fröschel
- Johannes Frosch

## G
- Philipp Gallicius
- Nicolaus Gallus
- Thomas Gassner
- Johannes Garcaeus der Ältere
- Georg von Anhalt
- Gerhard Geldenhauer
- Johannes Gigas
- Johann Glandorp
- Nikolaus Glossenus
- Petrus Gonesius
- Johannes Gramann
- Konrad Grebel
- Daniel Greser
- Kaspar Gretter
- Argula von Grumbach
- Simon Grynaeus
- Augustin Gschmus
- Caspar Güttel
- Rudolf Gwalther

## H
- Berchtold Haller
- Patrick Hamilton
- Hermann Hamelmann
- Albert Hardenberg
- Nikolaus Hausmann
- Kaspar Hedio
- Jacob Heerbrand
- Johann Hefentreger
- Peter Hegemon
- Christoph Hegendorf
- Jacob Hegge
- Kaspar Heidenreich
- Johann Heß
- Tilemann Heßhusen
- Hieronymus von Prag
- Heinrich Himmel
- Sebastian Hofmeister
- Johannes Honterus
- John Hooper
- Johann Horn
- Caspar Huberinus
- Konrad Hubert
- Jan Hus
- Balthasar Hubmaier

- Andreas Hyperius

## I
- Hartmann Ibach
- Christoph Irenäus
- Franz Irenicus
- Johann Isenmann

## J
- Matthias von Jagow
- Justus Jonas der Ältere
- Leo Jud
- Matthäus Judex
- Franz Junius der Ältere

## K
- Leonhard Kaiser
- Kaspar Kantz
- Georg Karg
- Stefan Kempe
- Johannes Kessler
- Heinrich von Kettenbach
- Thomas Kirchmeyer
- Timotheus Kirchner (1533–1587)
- Walter Klarer (1500–1567)
- Pankratius Klemme
- Jacob Knade
- Johannes Knipstro
- Andreas Knöpken
- John Knox
- Franz Kolb
- Adam Krafft
- Nikolaus Krage
- Gottschalk Kruse
- Johannes Kymaeus

## L
- Johann Lachmann
- Franz Lambert von Avignon
- Johann Lange
- Johannes Langer
- Johannes á Lasco
- Anton Lauterbach
- Johannes Lening
- Johannes Ligarius
- Konrad Limmer
- Wenzeslaus Linck
- Francesco Lismanini
- Kaspar Löner
- Johannes Lonicer
- Johann Lüdecke
- Martin Luther
- Johannes Lycaula

## M
- Agostino Mainardi
- Georg Major
- Johann Mantel I.
- Felix Manz
- Johannes Marbach
- Johannes Matthesius
- Hermann Marsow
- Nikolaus Medler
- Kaspar Megander
- Philipp Melanchthon
- Dionysius Melander
- Justus Menius
- Angelus Merula
- Michael Meurer
- Sebastian Meyer
- Giulio da Milano
- Melchior Miritz
- Giovanni Mollio
- Joachim Mörlin
- Maximilian Mörlin
- Ambrosius Moibanus
- Jacob Montanus
- Thomas Müntzer
- Anton Musa
- Simon Musaeus
- Andreas Musculus
- Wolfgang Musculus
- Friedrich Myconius
- Oswald Myconius

## N
- Francesco Negri
- Hieronymus Nopp
- Brictius thom Norde

## O
- Bernardino Ochino
- Johannes Oekolampad
- Konrad Öttinger
- Caspar Olevian
- Gerd Omeken
- Joachim von Ortenburg
- Andreas Osiander
- Jakob Otter

## P
- Peder Palladius
- Johannes Pappus
- Matthew Parker
- Georg Parsimonius
- Konrad Pellikan
- Laurentius Petri
- Olaus Petri
- Johann Pfeffinger
- Paul Phrygio
- Johannes Pistorius der Ältere,
- Tilemann Plathner
- Johannes Poliander
- Andreas Poach
- Georg von Polentz
- Johann Pollius
- Abdias Prätorius
- Stephan Praetorius
- Jacobus Probst
- Nikolaus Prugener

## Q
- Erhard von Queiß

## R
- Ludwig Rabus
- Balthasar Raid
- Stanislaus Rapagelanus
- Urbanus Rhegius
- Stephan Riccius
- Johann Riebling
- Bartholomaeus Rieseberg
- Erasmus Ritter
- Paul vom Rode
- Patroklus Römeling
- Georg Rörer
- Bartholomäus Rosinus
- Jacob Runge
- Johann Rurer

## S
- Heinrich Salmuth
- Georg Saluz
- Jakob Salzmann
- Konrad Sam
- Erasmus Sarcerius
- Martin Schalling der Ältere
- Martin Schalling der Jüngere
- Christoph Schappeler
- Georg Scharnekau
- Jacob Schenck
- Johann Schlaginhaufen
- Johann Schnabel
- Tilemann Schnabel
- Simon Schneeweiß
- Erhard Schnepf
- Johannes Schradin
- Gervasius Schuler
- Jakob Schurtanner
- Theobald Schwarz
- Kaspar Schwenckfeld
- Jan Seklucjan
- Nikolaus Selnecker
- Menno Simons
- Ulrich Sitzinger
- Dominicus Sleupner
- Joachim Slüter
- Georg Spalatin
- Cyriacus Spangenberg
- Johann Spangenberg
- Paul Speratus
- Georg Stäheli
- Johann Stammel
- Francesco Stancaro
- Michael Stifel
- Johann Stössel
- Johannes Spreter
- Johann Stoltz
- Jacob Stratner
- Jacob Strauß
- Victorin Strigel
- Simon Stumpf
- Johannes Sturm
- Bartholomaeus Suawe
- Simon Sulzer
- Johann Sutel

## T
- Hans Tausen
- Sylvester Tegetmeier
- Johann Timann
- Peter Tossanus
- Primož Trubar
- Valentin Tschudi
- Hermann Tulichius
- William Tyndale

## U
- Johann Konrad Ulmer
- Zacharias Ursinus

## V
- Juan de Valdés
- Thomas Venatorius
- Georg von Venediger
- Pier Paolo Vergerio
- Peter Martyr Vermigli
- Pierre Viret

## W
- Matthias Waibel
- Burkhard Waldis
- Joachim von Watt (Vadian)
- Adam Weiß
- Michael Weiße
- Hieronymus Weller
- Johann Westermann
- Joachim Westphal
- Johann Wigand
- Heinrich Winkel, auch Heinrich Winckel
- Bonifacius Wolfhart
- Thomas Wyttenbach

## Z
- Girolamo Zanchi
- Katharina Zell
- Matthäus Zell
- Heinrich von Zütphen
- Johannes Zwick
- Gabriel Zwilling
- Ulrich Zwingli